# Aphthona maldesi
Aphthona maldesi es un coleóptero de la familia Chrysomelidae. Fue descrita científicamente por primera vez en 1986 por Doguet & Petitpierre.